# Jorge Gaitán Gómez

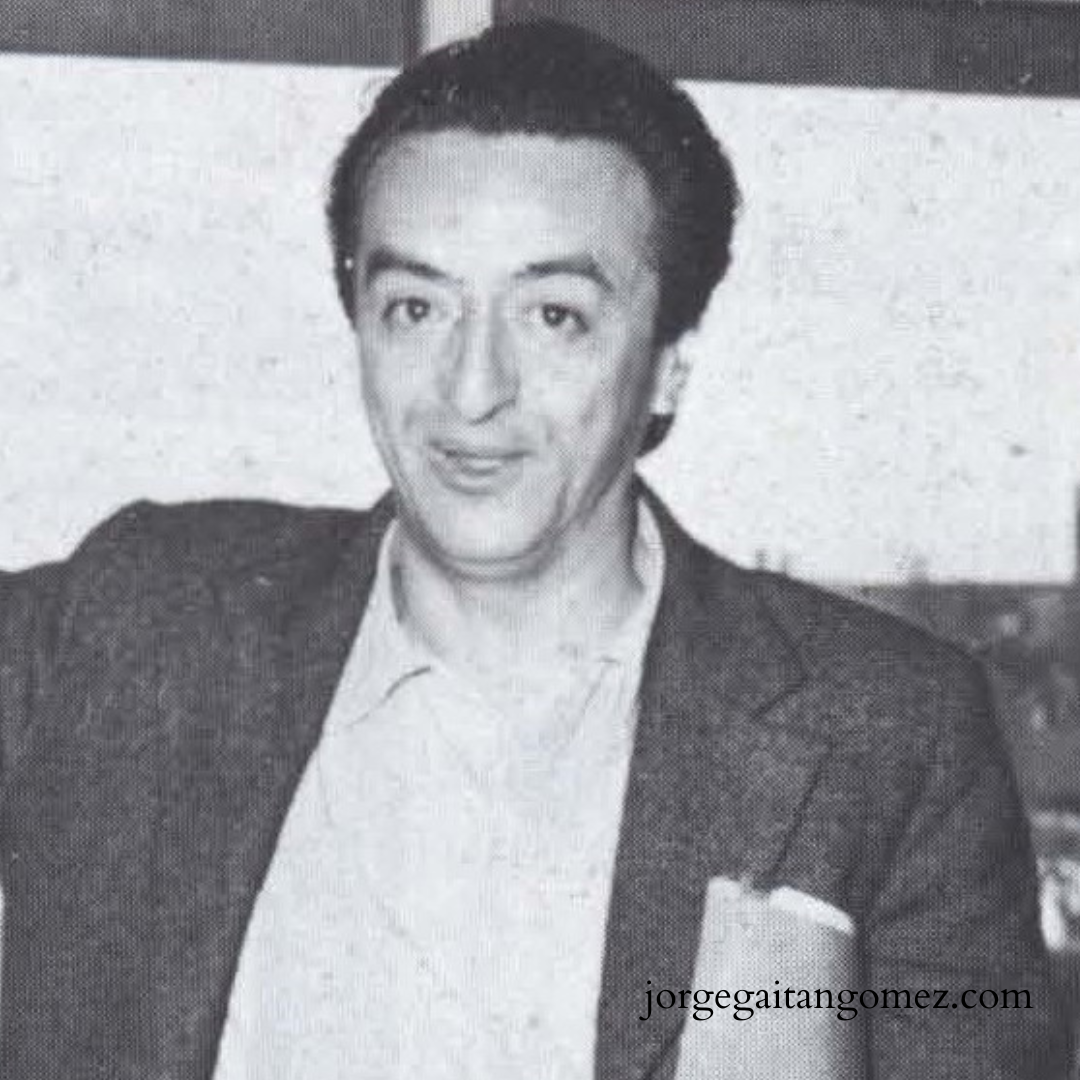
Jorge Gaitán Gómez trabajó como director y guionista en al menos 11 producciones cinematográficas.

Jorge Gaitán Gómez (Bogotá el 6 de octubre de 1931 - 2018) fue un escritor, cineasta e investigador colombiano. Estudió teatro en la Escuela Nacional de Arte Dramático hasta 1960, tras ser expulsado luego de liderar una huelga. En noviembre de 1960 viajó a Roma a estudiar cine en el Centro D’ Addestramento, que hoy se llama Centro Sperimentale di Cinematografia, y por las tardes Opinión Pública en la Universitá Internazionale degli Studi Sociali. Regresó a Colombia en diciembre de 1964 graduado de cineasta.

## Historia
Jorge Gaitán Gómez provenía de una familia de muy bajos recursos de Bogotá, en un texto de su autoría para la revista Cuadernos de cine colombiano de la Cinemateca (1985), Jorge relata que gracias a su mamá, estudió en la Escuela de los Hermanos Cristianos y más tarde en un colegio del barrio Olaya hacia el sur de Bogotá.

En su adolescencia y frente a la imposibilidad de continuar estudiando, decide irse a los Llanos Orientales a comerciar:
"Anduve por los Llanos Orientales en la época de Guadalupe Salcedo, de Aljure, los conocí. Hacía cosas increíbles: llevaba alimentos y mercancías de una región a otra, de Villeta a Villavicencio y llano adentro. Sal, panela, pescado, cerdos, todo lo que necesitara. Mientras tanto leía historia, me apasionaba la historia.
Un 25 de mayo, no recuerdo de qué año, recostado en un chinchorro a las márgenes del río Guayabera, mirando pasar las culebras por debajo, con una luna gigantesca,  pensé: «¿qué estoy haciendo aquí? Yo tengo que estudiar». El 26 le dejé todo a mi socio y me vine a Bogotá." 
Al llegar a Bogotá buscó terminar el bachillerato en el Colegio Grancolombiano. Después de esto, inmediatamente al año siguiente en 1957, Jorge Gaitán empezó a ser profesor de Historia, Literatura y Preceptiva en el mismo colegio. En 1958 entró al Externado de Colombia a estudiar Derecho y en la Universidad Nacional estudiaba Sociología. Poco después se vinculó a la Escuela Nacional de Arte Dramático, cuando la dirigía Enrique de la Hoz, y así abandonó la carrera de Derecho.Sin embargo, tras organizar una huelga en la Escuela Nacional de Arte Dramático, abandonó su formación como actor y fundó el Conjunto Teatral Atenas, donde montó sus propias obras de teatro y llegó a publicar dos números de la revista Atenas.  
Hasta que en 1960 viajó a Roma a estudiar cine en el Centro D’ Addestramento (Centro Sperimentale di Cinematografia), y opinión pública en la Universitá Internazionale degli Studi Sociali. Se graduó y regresó a Colombia en 1964. 
En 1965 se vincula al programa de televisión Teatro Experimental Colombiano, que lo dirigía Luis Enrique Osorio. Más tarde, ese mismo año fue nombrado guionista de cine en la Oficina de Divulgación en la Televisora Nacional, una oficina que estaba destinada a divulgar las obras del gobierno de Guillermo León Valencia, presidente de la república en ese momento. Se retiró en 1976 para dedicarse a la producción cinematográfica. 

## Filmografía
En la década de los 70 y principios de los 80, Jorge Gaitán Gómez desarrolla su faceta como cineasta. Hay registro de 11 producciones, donde fue director y guionista.
- 1970 Queimada (Asistente de dirección)
- 1971 El Taciturno
- 1976 La leyenda de Bochica, El caballo de paso colombiano y Fundación de Santa Fe de Bogotá
- 1977 Mamagay
- 1978 La leyenda de la Piragua
- 1980 Remolino Sangriento
- 1981 El último romántico y Hastío
- 1982 Ayer me echaron del pueblo

## Obra literaria
Colombia un país en demolición (2010) Ensayo histórico
El Ocaso de los dioses o el desafío de la raza humana (2015) Ensayo histórico